# The Melancholy Collection
The Melancholy Collection è un album dei Millencolin uscito il 29 luglio 1999 su Burning Heart Records distribuito da Epitaph Records nel 2001. Questo album è una compilation che racchiude tutte le vecchie opere dei Millencolin, contiene infatti le canzoni dei primi 2 EP insieme ad altri brani di contorno ai vari singoli prodotti (i cosiddetti b-side).
Sono presenti anche alcune cover di The Police, Operation Ivy, Descendents e Desmond Dekker.
È stato creato per venire incontro ai vari fan che non riuscivano più a trovare i singoli o che comunque costavano troppo; bisogna dire infatti che i cd singoli (specie fuori dall'Europa) avevano un prezzo spropositato e venivano considerati rarità.

## Formazione
- Nikola Sarcevic - basso e voce
- Erik Ohlsson - chitarra
- Mathias Färm - chitarra
- Frederik Larzon - batteria

## Tracce
1. In a Room - 2:56
2. Pain - 2:20
3. Shake Me - 2:14
4. Melack - 2:13
5. Nosepicker - 3:38 **
6. Use Your Nose - 1:36
7. Flippin' Beans - 2:35
8. Yellow Dog - 2:58
9. Knowledge - 1:31 *
10. A Whole Lot Less - 1:55 *
11. Coolidge - 2:23 */**
12. That's Up to Me - 2:00 *
13. A Bit of Muslin - 1:57
14. Melancholy Protection - 1:25
15. Shake Me (Live) - 2:11
16. Niap - 2:37
17. Every Breath You Take - 2:06 *
18. 9 to 5 - 3:01 *
19. Dragster - 2:03
20. An Elf and His Zippo - 1:55
21. Israelites - 2:25 *
22. Vixen - 1:49

( * cover)